# تاکاهارو فوروکاوا
تاکاهارو فوروکاوا (انگلیسی: Takaharu Furukawa؛) کماندار اهل ژاپن است.
وی در مسابقات کشوری و بین‌المللی در مجموع برندهٔ ۱ مدال طلا، ۲ مدال نقره، ۱ مدال برنز شده‌است.